# 田步蟾
田步蟾（1863年—1940年）字桂舫，又字倜戡，齋號荻芬廬，江蘇省淮安府清河縣（今淮安市淮陰區）人，清朝及中華民國政治人物、學者、書畫家，進士出身。

## 生平
光绪二十三年（1897年）丁酉拔贡朝考，以七品小京官用分工部。光绪二十八年（1902年），补行庚子辛丑顺天榜举人。光緒二十九年（1903年），参加光緒癸卯科殿試，登進士二甲第19名。同年閏五月，授工部主事。后来，田步蟾任清朝农工商部都水清吏司员外郎，“掌理川泽、陂池水利之事，修筑道路、津梁，备造舟车、织造布帛、制造卷契、画一量衡之器，并掌藏坛庙殿廷器用之事”。清朝末年，曾任清朝出使各国考察政治大臣随员。
1912年中华民国成立后，历任中华民国政府农商部垦牧司、渔牧司司长，后来又历任陕西、山东省实业厅厅长（1918年8月至1923年12月），山东省政务厅厅长等职务。1921年8月，山东泰安岱庙召开了“万国道德会”成立大会，推荐衍圣公孔德成为会长，康有为、田步蟾为副会长；江钟秀为监理，总理会务。1927年6月，田步蟾任中华民国军政府内阁实业部次长。1928年6月去职。
抗日战争期间，田步蟾任北京古学院研究员，专心从事书画、诗词、儒学等方面研究，参与编辑《古学丛刊》，不问政治。
1940年，田步蟾逝世。